# علویه (جهرم)
علویه روستایی در دهستان علویه بخش کردیان شهرستان جهرم استان فارس ایران است. این روستا مرکز دهستان علویه است. این روستا با ۲٬۲۰۸ نفر جمعیت (۱۳۹۵) پس از موسویه، دومین روستای پرجمعیت شهرستان جهرم به شمار می‌رود.نام قدیم این روستا بابا عرب بوده است.

## جمعیت
بر پایه سرشماری عمومی نفوس و مسکن (۱۳۹۵) جمعیت این مکان ۲٬۲۰۸ نفر (۷۱۵ خانوار) بوده‌است.